# Feldflieger-Abteilung 63
Feldflieger-Abteilung Nr. 63 – FFA 63 (Polowy oddział lotniczy nr 63) – jednostka obserwacyjna i rozpoznawcza lotnictwa niemieckiego Luftstreitkräfte z początkowego okresu I wojny światowej.

## Informacje ogólne
Jednostka została utworzona na początku I wojny światowej, w dniu 13 maja 1915 roku we Fliegerersatz Abteilung Nr. 3 i weszła w skład większej jednostki Batalionu Lotniczego nr 3. Jednostka uczestniczyła w walkach na froncie wschodnim.
11 stycznia 1917 roku jednostka została przeformowana i zmieniona we Fliegerabteilung 29 – (FA 29).

## Dowódcy eskadry
| Stopień | Nazwisko      | Okres |
| ------- | ------------- | ----- |
| kapitan | Lothar Heuber |       |